# Rhytia discrepans
Rhytia discrepans är en fjärilsart som beskrevs av Walker 1857. Rhytia discrepans ingår i släktet Rhytia och familjen nattflyn. Inga underarter finns listade.